# Wolfgang Capito
Wolfgang Köpfel o Wolfgang Capito (1478, Haguenau - 4 de novembre de 1541, Estrasburg) fou un clergue alemany, notori reformador religiós.

## Biografia
Nascut en una família humil d'Alsàcia, assistí a l'escola de llatí de Pforzheim. Estudià medecina i dret a les universitats d'Ingolstadt, Heidelberg i Friburg, i obtingué el grau de Maestria a Ingolstadt i el doctorat en medecina i jurisprudència a Friburg (1498).
Després de la mort del seu pare, obtingué recursos financers suficients per dedicar-se a la teologia, aplicant-se amb passió i doctorant-se també en aquesta matèria. Després d'entrar a l'Orde de Sant Benet, es dedicà un temps a l'ensenyament a la ciutat de Friburg. El bisbe d'Espira el nomenà el 1512 rector del Monestir de Bruchsal, i després de tres anys fou traslladat a l'església-catedral de Basilea (1515). Allà obtingué una càtedra a la Universitat de Basilea com a professor de teologia, conegué Ulric Zuinglio i es dedicà a l'estudi del grec i de l'hebreu, així com dels escolàstics.
El 1518 començà a cartejar-se amb un destacat monjo agustí de la Universitat de Wittenberg, Martí Luter, i a donar conferències d'exegesi bíblica. Tot i que admirava el reformador i les seves idees, compartia amb Erasme de Rotterdam el rebuig al seu radicalisme. Aquesta tebior el feu mereixedor del menyspreu de Luter.
El 1519 es traslladà a Magúncia a requeriment de l'arquebisbe d'aquesta ciutat, Albert de Brandeburg, que aviat el convertí en el seu canceller. En tal càrrec intentà negociar amb Luter, rebel a l'autoritat del seu bisbe. Per aquest motiu viatjà en dues ocasions a Wittenberg i parlà davant la Dieta de Worms (1521).
El 1523 s'instal·là a Estrasburg, on fou capellà de l'església de Sant Tomàs. Incapaç de conciliar la fe catòlica amb les noves idees, a partir del 1524 es convertí en un dels líders del culte reformador, juntament amb Mateo Zell, Kaspar Hedio i Martin Bucer.
Tingué un paper destacat en les controvèrsies eclesials del moment, participant en la Segona Conferència de Zurich i a la Disputa de Marburg. Fou també coautor, juntament amb Martin Bucer, de la Confessio Tetrapolitana, presentada davant de l'Emperador Carles V a la Dieta d'Augsburg (1530) com una alternativa a la Confessió d'Augsburg, redactada per Philipp Melanchthon. També estigué present al Sínode de Berna de 1532, el Col·loqui de Worms de 1540 i la Dieta de Ratisbona de 1541. Al començament es mostrà conciliador amb els anabaptistes, però el 1534 es pronuncià amb decisió en contra seva.
Capito estava més amoïnat per la unitat espiritual que per les formulacions dogmàtiques. Els seus esforços per conciliar luterans i zuinglians el feren sospitós a ulls de tots dos grups, tant que la seva intimitat amb Martin Cellarius i membres de l'Escola Sociniana el portaren a ser acusat d'arrianisme.

## Obres
- Institutionum Hebraicarum libri duo (1518).
- Divi Io. Chrysostomi Homilia, De Eo Quod Dixit Apostolus, Utinam Tolerassetis Paululum Quiddam Insipientiae Meae / Fabritio Capitone Interprete (1519).
- Verwarnung der Diener des Wortes zu Straßburg an die Brüder von landen und stetten (1524)
- Antworten auf Bruder Conrads Vermahnung (1524).
- Daß die Pfaffheit schuldig sey, burgerlichen Eyd zu thun (1524)
- An gemeinde stend, jetzund zu Speier versamlet (1526)
- Enarrationes in Habacuc et Hoseam Prophetas (1527)
- Kinderbericht…vom Glauben (1529)
- Una vida d'Ecolampadi i crònica del Sínode de Berna (1532)
- Una edició de la Ilíada